# 画讃人
画讃人（がさんじん、生没年不詳）とは、江戸時代の浮世絵師。

## 来歴
葛飾北斎の門人で江戸の人。文化年間に刊行された狂歌集の中に、その作の絵があるという。